# A side B
『A side B』は、2001年7月1日より12月30日まで放送された連続ドラマである。sideAとsideBの2シリーズで構成されているドラマで交互に放送されていた。最終回の年越しスペシャルを除きそれぞれ全13話であるが、シリーズ双方の関係性がある為に26話で1つの作品と見なされていた番組表もある。BS-iで放送した2年後に遅れネットでTBSでも深夜放送枠「この窓は、キミのもの。」にて木曜深夜27時台に放送枠を設けた。

## 各話リスト
- sideA　Simulation garage
  - 第1回「Simulation 入社面接」

放送日時：2001年7月1日　23:30-24:00（地上波では2003年7月10日　27:59-28:35）
  - 第2回「Simulation 断る」

放送日時：2001年7月15日　23:30-24:00（地上波では2003年7月24日　27:24-28:00）
  - 第3回「Simulation カツラをつけて初出社」

放送日時：2001年7月30日（月曜日） 23:30-24:00（地上波では2003年8月14日　27:29-28:05）
  - 第4回「Simulation 取り調べがうまくできない刑事」

放送日時：2001年8月12日  21:25-21:55（地上波では2003年9月18日　28:09-28:44）
  - 第5回「Simulation 結婚式」

放送日時：2001年8月26日  21:25-21:55（地上波では2003年10月2日  28:24-29:00）
  - 第6回「Simulation 本気の愛…カミングアウト」

放送日時：2001年9月9日  21:25-21:55（地上波では2003年10月16日  27:44-28:20）
  - 第7回「Simulation 飛行機怖い」

放送日時：2001年9月23日  21:25-21:55（地上波では2003年11月6日  27:34-28:10）
  - 第8回「Simulation 登校拒否の先生」

放送日時：2001年10月7日  21:25-21:55（地上波では2003年11月20日  27:24-28:00）
  - 第9回「Simulation 社長を救え！」

放送日時：2001年10月21日  21:25-21:55（地上波では2003年12月11日  27:29-28:05）
  - 第10回「Simulation 過去の記憶」

放送日時：2001年11月4日  21:25-21:55（地上波では2004年1月8日  27:24-28:00）
  - 第11回「Simulation 犯人探し」

放送日時：2001年11月18日  21:25-21:55（地上波では2004年1月22日  27:24-28:00）
  - 第12回「Simulation もうひとりの自分」

放送日時：2001年12月2日  21:25-21:55（地上波では2004年2月5日  27:24-28:00）
  - 第13回「Simulation 真犯人」

放送日時：2001年12月16日  21:25-21:55（地上波では2004年2月19日  27:24-28:00）

- sideB　Counseling Booth
  - 第1回「Counseling 入社面接」

放送日時：2001年7月8日　23:30-24:00 （地上波では2003年7月17日　27:24-28:00）
  - 第2回「Counseling 断る」

放送日時：2001年7月22日　23:30-24:00 （地上波では2003年7月31日　27:24-28:00）
  - 第3回「Counseling カツラをつけて初出社」

放送日時：2001年8月5日　23:00-23:30　（地上波では2003年9月11日　27:24-28:00）
  - 第4回「Counseling 取り調べがうまくできない刑事」

放送日時：2001年8月19日  23:30-24:00（地上波では2003年9月25日　28:20-28:55）
  - 第5回「Counseling 結婚式」

放送日時：2001年9月2日  21:25-21:55 （地上波では2003年10月9日  27:20-27:55）
  - 第6回「Counseling 本気の愛…カミングアウト」

放送日時：2001年9月16日  21:25-21:55 （地上波では2003年10月30日  27:24-28:00）
  - 第7回「Counseling 飛行機怖い」

放送日時：2001年9月30日  21:25-21:55 （地上波では2003年11月13日  27:24-28:00）
  - 第8回「Counseling 登校拒否の先生」

放送日時：2001年10月14日  21:25-21:55 （地上波では2003年12月4日  27:24-28:00）
  - 第9回「Counseling 社長を救え！」

放送日時：2001年10月28日  21:25-21:55 （地上波では2003年12月18日  27:34-28:10）
  - 第10回「Counseling 過去の記憶」

放送日時：2001年11月11日  21:25-21:55 （地上波では2004年1月15日  28:09-28:45）
  - 第11回「Counseling 犯人探し」

放送日時：2001年11月25日  21:25-21:55 （地上波では2004年1月29日  27:24-28:00）
  - 第12回「Counseling 犯人探し」

放送日時：2001年12月9日  23:40-24:10  （地上波では2004年2月12日  27:26-28:02）
  - 第13回「Counseling あなた次第」

放送日時：2001年12月23日  21:25-21:55 （地上波では2004年2月26日  27:24-28:00）

- 年越しスペシャル
  - 放送日時：2001年12月30日　23:30-24:30 （地上波では2005年2月16日　25:30-26:40）

## 主題歌
ak「＠my best」